# L'Assumpció de la Verge (Ticià)
L'Assumpció de la Verge és un quadre del pintor renaixentista italià Ticià. Va ser acabada en 1518. Es tracta d'un oli sobre fusta de grans dimensions, ja que arriba als 6,90 metres d'alt i 3,60 m d'ample. Es troba a la Basílica de Santa Maria Gloriosa dei Frari, de Venècia, Itàlia.
història
Aquesta taula va ser important, ja que va establir la popularitat de Tiziano a Venècia, encara que al principi va suscitar tanta admiració com reticència. Segons algunes fonts, en la cerimònia d'inauguració, un enviat de l'emperador Carles V era present: va demanar als frares, que dubtaven de la qualitat de la pintura, que la venguessin si alguna vegada decidien llevar-la.
anàlisi
És un retaule monumental, el més gran de la ciutat de Venècia, i està dedicat a l'Assumpció de Maria.
La pintura mostra diferents esdeveniments en tres capes. A la inferior estan representats els Apòstols, amb els braços alçats cap al cel, amb l'excepció de sant Pere, els braços estan creuats. Miren a la Mare de Déu, vestida de blau i vermell, que està volant entre ells i Déu, en peu sobre un núvol i està envoltada de querubins celebrant i ballant per aquell moment.
Al costat de Déu, que l'està esperant, hi ha un altre querubí sostenint la corona de la Glòria Santa.
En aquest quadre, Tiziano trenca amb la dolçor i el tonalisme de Giorgione. Es nota la influència de Miquel Àngel a la figura de Déu Pare, i la de Rafael Sanzio en la composició piramidal.
Els tres plans estan units per un efecte de llum insòlit.